# Primera División Femenina de baloncesto 1976-77
La temporada 1976-77 de la Liga Femenina fue la 14.ª temporada de la liga femenina de baloncesto. Se disputó entre 1976 y 1977, culminando con la victoria de Celta de Vigo.

## Liga regular
| Pos. | Equipo                  | Pts. | PJ | G  | E | P  | GF   | GC   | Dif. | Clasificación o descenso    |
| ---- | ----------------------- | ---- | -- | -- | - | -- | ---- | ---- | ---- | --------------------------- |
| 1    | Celta de Vigo           | 66   | 22 | 22 | 0 | 0  | 1713 | 936  | +777 | Campeón                     |
| 2    | Evax Picadero           | 56   | 22 | 19 | 0 | 3  | 1654 | 967  | +687 |                             |
| 3    | Mataró Famosette        | 51   | 22 | 17 | 0 | 5  | 1511 | 1167 | +344 | Renuncia la categoría       |
| 4    | CREFF Madrid            | 36   | 22 | 12 | 0 | 10 | 1547 | 1375 | +172 |                             |
| 5    | Tabacalera La Coruña    | 30   | 22 | 10 | 0 | 12 | 1030 | 1231 | −201 |                             |
| 6    | Hispano Francés         | 30   | 22 | 10 | 0 | 12 | 1344 | 1331 | +13  |                             |
| 7    | Tenerife Krystal        | 30   | 22 | 10 | 0 | 12 | 1258 | 1292 | −34  |                             |
| 8    | Medina Almudena L'Oreal | 30   | 22 | 10 | 0 | 12 | 1367 | 1580 | −213 |                             |
| 9    | Medina San Sebastián    | 30   | 22 | 10 | 0 | 12 | 1358 | 1480 | −122 |                             |
| 10   | Medina Lérida           | 18   | 22 | 6  | 0 | 16 | 1258 | 1527 | −269 | Renuncia la categoría       |
| 11   | Medicina Hispalense     | 12   | 22 | 4  | 0 | 18 | 1117 | 1667 | −550 | Descenso a Segunda División |
| 12   | Esclavas Textil Pascual | 6    | 22 | 2  | 0 | 20 | 954  | 1508 | −554 | Descenso a Segunda División |

 Fuente: BRD

## Postemporada
- Campeonas de la Primera División Femenina 1976-77: Celta de Vigo (1er título).
- Copa de la Reina: no se disputó.
- Clasificadas para Copa de Europa de Campeonas 1977-78: Celta de Vigo.
- Clasificadas para Copa Ronchetti 1977-78: Medina Almudena L'Oreal.
- Descendidas a Segunda División:  Esclavas Textil Pascual, Medicina Hispalense (descenso deportivo), Medina Lérida y Mataró Famosette (renuncias a la categoría).
- Ascendidas de Segunda División:  GE Iberia, Baloncesto Valencia (ascensos deportivos), Stadium Casablanca y Club Flavia (por renuncias).
- Además, esta es la última temporada de los clubes CREFF y Medina, que dejan de estar administrados por las instituciones franquistas y pasan a ser clubes independientes. Así, CREFF Madrid da lugar al Club de Vacaciones; Medina Almudena al Alcalá L'Oreal y Medina San Sebastián al Juven.